# What’d I Say
«What’d I Say» — песня американского ритм-н-блюз исполнителя Рэя Чарльза, выпущенная им в качестве сингла в 1959 году. Композиция появилась вследствие импровизации музыканта на одном из выступлений в 1958 году, когда ему и его оркестру было необходимо заполнить оставшееся время до окончания концерта. Восторженная реакция публики на композицию заставила Чарльза представить песню продюсерам, которые рекомендовали её к записи.
После череды ритм-н-блюз хитов выпуск этой песни позволил Чарльзу попасть в мейнстрим популярной музыки. «What’d I Say», соединившая в себе элементы различных жанров, с которыми музыкант экспериментировал со времени создания песни «I Got a Woman» в 1954 году, также стала родоначальницей нового поджанра ритм-н-блюза, названного впоследствии соулом. Влияние госпела и, вместе с тем, откровенный сексуальный подтекст композиции сделали её не только очень популярной, но вызвали споры среди белой и афро-американской аудитории.
«What’d I Say» стала первым синглом Чарльза, получившим золотой сертификат в США и относится к числу песен, оказавших наибольшее влияние на ритм-н-блюз и историю развития рок-н-ролла. Она была помещена на десятое место в списке «500 величайших песен всех времён» журнала Rolling Stone, а Библиотека Конгресса внесла её в Национальный реестр аудиозаписей США в 2002 году. Композиция также упоминается как одна из «500 песен, которые потрясли рок-н-ролл».

## Предыстория
В 1958 году Рэю Чарльзу исполнилось 27 лет, и в течение десяти последних он занимался в основном записью ритм-н-блюз-музыки для таких лейблов, как Downbeat и Swingtime, в стилистике близкой к исполнению таких звёзд, как Нэт Кинг Коул и Чарльз Браун. Чарльз подписал контракт с лейблом Atlantic Records в 1954, на котором работали продюсеры Ахмет Эртеган и Джерри Уэкслер, которые уговаривали исполнителя жанрово расширить репертуар. Уэкслер позже вспоминал, что успех Atlantic Records состоялся не по причине экспериментов артистов, а вследствие их энтузиазма по поводу записи музыки как таковой: «Мы ни черта не знали о правильной записи, но получали настоящее удовольствие». Эртеган и Уэкслер позже осознали, что нет лучшего способа в поощрении Чарльза к экспериментам, чем позволить ему делать всё что он захочет. Уэкслер позже объяснял: «Я осознал, лучшее, что я могу сделать с Рэем — оставить его в покое».
С 1954 по начало 1960-х годов Чарльз давал по 300 концертов в год со своим оркестром из семи музыкантов. Он также нанял вокальное трио The Cookies, подписанное на его лейбл Atlantic, и изменил их название на The Raelettes. Позже они стали выступать на его концертах, исполняя партии бэк-вокала. В 1954 году Чарльз начал использовать в музыке элементы и инструменты госпела (церковной афро-американской музыки), но его тексты поднимали вопросы светского характера. Первым шагом в этом направлении стала песня «I Got a Woman», основанная на мелодиях из классических госпел-композиций «My Jesus Is All the World to Me» и энергичной «I Got a Savior (Way Across Jordan)». В первый раз Чарльз смог получить внимание белокожего населения именно с этой записью, но это вызвало некоторое недовольство среди афро-американской аудитории, которая с трудом восприняла такую версию госпела. Чарльз позже утверждал, что смешение ритм-н-блюза и госпела не было для него сознательным решением.
В декабре 1958 года его песня «Night Time Is the Right Time» стала хитом в ритм-н-блюз чартах США. С 1956 года он так же стал брать с собой на гастроли Wurlitzer electric piano, так как не был удовлетворён качеством тех роялей, которые ему предоставляли на местах выступлений. Когда ему приходилось играть на данном инструменте, другие музыканты всегда подшучивали над ним.

## Запись, музыка и текст песни
Согласно автобиографии Чарльза, «What’d I Say» появилась случайно, когда он импровизировал в конце одного из концертов в декабре 1958-го, чтобы просто заполнить необходимое время. Он утверждал, что никогда не показывал песни аудитории до того, как записать их, но эта была исключением. Чарльз никогда не говорил, где именно прошёл концерт, но Майк Эванс в своей книге Ray Charles: The Birth of Soul выяснил, что это был пенсильванский город Браунсвилль. Шоу проходило в «танцевальном ресторане» и такие мероприятия обычно длились около четырёх часов, с получасовым перерывом, и заканчивались около часа или двух часов утра. Чарльз и его оркестр полностью исполнили весь сет-лист своего выступления, но у них оставалось ещё 12 минут до завершения. Тогда музыкант сказал участникам the Raelettes: «Слушайте, я собираюсь немного поимпровизировать, а вы просто подыграйте мне».
Начав играть на электро-пианино, Чарльз импровизировал в том ключе, который он посчитал подходящим на тот момент: сначала шли серии риффов, которые позже переходили в привычные фортепианные аккорды подкреплённые необычным ритмом (смешение латиноамериканского ритма и тумбао), исполненным на конгах и привычных ударных. Песня менялась, когда Чарльз начинал петь простые, импровизационные куплеты со словами «Эй, мама, не обращайся со мной плохо, / Решайся и люби своего папочку всю ночь напролёт / Прямо сейчас/ Эй, эй / Сейчас» (англ. Hey Mama don’t you treat me wrong / Come and love your daddy all night long / All right now / Hey hey / All right). Чарльз использовал элементы госпела, которые были представлены в виде блюзового периода. Первые строчки песни («See the gal with the red dress on / She can do the Birdland all night long») появились под влиянием стиля буги-вуги, который Ахмет Эртеган приписывал Панитопу Смиту, который использовал тексты своих песен, как команды для танцоров, которые объясняли что им нужно делать на танцполе. В середине песни Чарльз решил, что the Raelettes должны повторять за ним его фразы и композиция перешла в форму «вопроса-ответа» между ним, the Raelettes и духовой секцией в оркестре, так как они вторили друг другу экстатичными криками и стонами и взрывными звуками труб.
Реакция публики последовала незамедлительно. Чарльз говорил, что почувствовал как комната начала трястись и подпрыгивать из-за того, что люди стали танцевать. Многие зрители подходили к исполнителю после шоу и спрашивали, где они могут приобрести эту запись. Чарльз и его оркестр решили исполнить композицию ещё на нескольких концертах и реакция везде была одинаковой. Тогда он позвонил Джерри Векслеру и сказал, что у него есть новый материал для записи и позже писал: «Я никогда не давал себе возможности нахваливать что-то заранее, но эта песня того заслуживала».
На тот момент Atlantic Records только что заказали в свою студию оборудование для 8-дорожечной записи и звукоинженер Том Дауд ознакомился с принципом его работы. В феврале 1959 года Чарльз и его оркестр записали финальную версию «What’d I Say» в малой студии Atlantic. Дауд рассказывал, что эта песня никак не выделялась во время студийной сессии. Она шла второй в сессии и Чарльз, продюсеры и группа были под большим впечатлением от первой композиции «Tell the Truth»: «Запись была такой же как и в других случаях. Рэй, девчонки и группа жили в маленькой студии, никого лишнего. Три или четыре подхода и запись готова. Следующая!». Брат Ахмета Эртегана Несухи отмечал, что у песни был удивительный звук, в свете того, что использовалась столь малая студия, но было применено технологически передовое оборудование для записи; чистота звука позволяла слышать, как Чарльз бил себя по коленям в такт песни, когда музыка приостанавливалась между «вопросами-ответами». Композиция была записана всего в несколько подходов, так как Чарльз и его оркестр успели хорошо отрепетировать её во время концертного тура.
Дауд тем не менее столкнулся с двумя проблемами при записи. «What’d I Say» длилась более семи с половиной минут, в то время как стандартным временным отрезком для песен в радиоротации были две с половиной минуты. Более того, хотя текст песни не был непристойным, те звуки которые Чарльз и the Raelettes издавали в перекличке друг с другом, беспокоили Дауда и продюсеров. Ранее запись «Money Honey» Клайда Макпаттера была запрещена в Джорджии, и Ахмет Эртегюн и Векслер выпустили её, несмотря на запрет, под угрозой ареста. Рэй Чарльз был обеспокоен разногласиями, возникавшими по поводу «What’d I Say» и говорил: «Я не интерпретирую свои песни, но если вы не можете принять „What I Say“, значит что-то неправильно. Или так, или вы просто не привыкли к сладким звукам любви».
Дауд разрешил возникшие проблемы, создав три различные версии песни. Некоторые реплики, например «Shake that thing!», были удалены, и композиция была разделена на две части, звучащие три с половиной минуты каждая, озаглавленные «What’d I Say Part I» и «What’d I Say Part II». Записанная версия песни была разделена на две части ложным финалом, когда оркестр прекращал играть, и the Raelettes с участниками оркестра просили Чарльза продолжать играть, после чего песня продолжалась в более раскрепощённой манере. Дауд после прослушивания финальной версии утверждал, что вопрос о том, стоит ли выпускать композицию в качестве сингла даже не возникал: «Мы знали что это будет хит, без вопросов». Композицию хотели выпустить к лету, и в июне 1959 года состоялся её релиз.

## Реакция
В журнале Billboard «What’d I Say» получила среднюю оценку: «Он [Чарльз] взывает к взрывному стилю… сторона Б выполнена в том же ключе». Однако в управлении Atlantic Records стали получать звонки от дистрибуторов. Радиостанции отказывались ставить песню в эфир из-за её слишком сексуального звучания, но в Atlantic отказались изъять запись из магазинов. Слегка облагороженная версия композиции была издана в июле 1959 года, в ответ на поступившие жалобы и песня в итоге дебютировала на 84 месте американского хит-парада. Через неделю она поднялась на 43 место, позже на 26. В противоположность более ранним рецензиям, через несколько недель Billboard писал, что песня была «самой сильной поп-записью артиста на тот момент». Через несколько недель «What’d I Say» возглавила ритм-н-блюз-чарт R&B Singles журнала Billboard, достигла шестого места в Billboard Hot 100 и стала первой песней Чарльза, сертифицированной как золотая. Сингл так же стал самым продаваемым в каталоге Atlantic Records на тот момент.
«What’d I Say» была запрещена к трансляции на многих белых и афроамериканских радиостанциях по причине того, как отметил один из критиков, что «диалог между ним [Чарльзом] и бэк-вокалистками, начинавшийся в церкви, заканчивался в спальне». Эротический характер записи был очевиден для слушателей, но, на самом деле, корни проблемы были в том, что слияние чёрного госпела и ритм-н-блюза вызвало недовольство у афроамериканской аудитории. Музыка, на тот момент отражавшая состояние американского общества, также подвергалась сегрегации, и некоторые критики были против того, чтобы госпел не только интернировался[прояснить] светскими музыкантами, но и становился товаром для белой аудитории. Во время проведения нескольких концертов в 1960-х, слушатели были столь возбуждены во время исполнения «What’d I Say», что шоу становились похожими на «религиозные бдения» и организаторы концертов, обеспокоенные тем, что могут произойти беспорядки, вызывали полицию. Споры об этичности песни стали ещё одним фактором её популярности; Чарльз позже признавался в интервью, что ритм песни был захватывающим, но в действительности слушателей привлекал текст композиции: «„Посмотри на девчонку с бриллиантовым кольцом. Она знает, как трястись“. Речь, конечно же, шла не об обручальном бриллиантовом кольце». «What’d I Say» стала первым кроссовер-хитом Чарльза в эру становления популярности рок-н-ролла. Музыкант воспользовался своей возросшей популярностью и объявил Эртегану и Уэкслеру, что рассматривает предложение от компании ABC-Paramount Records (позже переименованной в ABC Records) в конце 1959 года. В то время как он находился в стадии переговоров с ABC-Paramount, Atlantic Records выпустили альбом-компиляцию, состоящий из его хитов и озаглавленный как What’d I Say.

## Влияние на культуру
В одно мгновение музыка, названная соулом, появилась на свет. Аллилуйя!
Майкл Лудон, один из биографов Чарльза, суммировал влияние композиции на общество: «„What’d I Say“ был монстром со следами намного больше его величины. Смелая, дико сексуальная и сказочно танцевальная запись приковала слушателей. Когда „What’d I Say“ зазвучала на радио, некоторые выключали её в отвращении, но миллионы других людей делали звук на полную мощность и пели „Уууух, Уууух, оооох, оооох“ вместе с Рэем и the Raelets. [Песня] вошла в жизнь миллионов пар, разожгла искру многих романов и по сегодняшний день остаётся лучшей летней композицией». Песня оказала влияние не только в США, она так же получила популярность и в Европе. Пол Маккартни говорил, что песня сразу бросалась в глаза и когда он слышал её, то отчётливо понимал, что хочет заняться созданием музыки. Джордж Харрисон вспоминал, что на одной вечеринке, длившейся целую ночь, которую он посетил в 1959 году, песню играли восемь часов без перерыва и он признавался: «Это была одна из самых лучших записей, которые я когда-либо слышал». В то время, как The Beatles разрабатывали своё собственное звучание в Гамбурге, они играли «What’d I Say» на каждом концерте, желая проверить, как долго они могут играть одну песню, и вовлекали аудиторию в «вопрос-ответ», отмечая, что публика воспринимала это благосклонно[стиль]. Открывающее песню звучание электро-пианино было первым, которое услышал Джон Леннон, и он пытался повторить это звучание в отношении своей гитары[стиль]. Леннон позже отмечал, что вступление к «What’d I Say» дало рождение песням, построенным на гитарных риффах.
Когда Мик Джаггер впервые пел с группой, которая позже стала The Rolling Stones, он исполнял «What’d I Say» в дуэте. Эрик Бёрдон из The Animals, Стив Уинвуд из The Spencer Davis Group, Брайан Уилсон из The Beach Boys и Ван Моррисон считают песню одним из главных факторов, которые повлияли на их желание стать музыкантами и исполняли композицию в своих шоу[стиль]. Музыкальный историк Роберт Стивенс относил рождение соула к появлению «What’d I Say», когда госпел и блюз впервые были соединены столь успешно; новый жанр музыки был впоследствии развит такими музыкантами, как Джеймс Браун и Арета Франклин. «В одно мгновение музыка, названная соулом, появилась на свет. Аллилуйя!» — писал музыкант Ленни Кей в ретроспективном обзоре артистов Atlantic Records.
В конце 1950-х годов рок-н-ролл находился в упадке, так как главные звёзды этого стиля выпали из внимания широкой аудитории. Элвис Пресли был в армии, Бадди Холли и Эдди Кокран умерли в 1959 и 1960 годах соответственно, Чак Берри отбывал заключение в тюрьме, а Джерри Ли Льюис подвергался нападкам прессы, растиражировавшей новость о его браке со своей тринадцатилетней кузиной. Музыкальный критик и культуролог Нельсон Джордж был не согласен с теми музыкальными историками, которые писали, что последние два года 1950-х были лишены музыкальных талантов, и приводил в пример Чарльза и именно эту песню. Джордж писал, что тематика произведений Чарльза была схожа с работами юных бунтарей, популяризовавших рок-н-ролл:

Уничтожив пропасть между академизмом и эстрадой, перезарядив проблемы привычные для блюза с помощью трансцендентного пыла и не стесняясь соединять духовное и эротичное, Чарльз соединил удовольствия (физическое удовлетворение) и радость (божественное просветление) в одном ключе. Тем самым он привёл реалии жизни грешника субботнего вечера и прихожанина воскресного утра — которые очень часто являются одним и тем же человеком — в пронзительную гармонию.— Нельсон Джордж
На «What’d I Say» было сделано множество кавер-версий. Элвис Пресли исполнил песню в большой танцевальной сцене в его фильме Viva Las Vegas 1964 года и выпустил её в составе сингла «Viva Las Vegas» как би-сайд. Кавер-версии песни — каждый в своём собственном стиле — исполняли Клифф Ричард, Эрик Клэптон и John Mayall & the Bluesbreakers, The Big Three, Эдди Кокран, Бобби Дарин, Нэнси Синатра, Сэмми Дэвис, Рой Орбисон и Джонни Кэш. Джерри Ли Льюис получил собственный успех с его версией в 1961 году, которая достигла 30 позиции и провела восемь недель в чарте США. Чарльз отметил это и позже писал: «Я видел, что многие радиостанции, которые ввели запрет на песни, начинали играть их, когда они исполнялись белыми артистами. Это показалось мне странным, как будто белый секс был чище, чем чёрный секс. Но как только они начинали играть белый вариант, они снимали запрет и также начинали ставить в эфир оригинал».
Чарльз позже обыграл этот двойной стандарт в телевизионном комедийном шоу Saturday Night Live в 1977 году. Он появился в одном из эпизодов, где к нему присоединилась группа с которой он гастролировал в 1950-х годах. В одной из пародий в этом эпизоде, Чарльз говорил продюсеру, что хочет записать новую песню, но продюсер отвечал, что вместо этого песню запишет белая группа «Молодые казаки», состоящая из приторных белокожих подростков, что они и делали в ходе шоу, исполнив песню в целомудренной, облагороженной и скучной манере. Когда Чарльз и его группа решали выступить самостоятельно, Гарретт Моррис говорил им: «Извините. Превзойти это невозможно».
Впоследствии Чарльз всегда заканчивал свои выступления этой песней, и позднее объяснял: «„What’d I Say“ — это моя последняя песня на выступлениях. Когда я исполняю „What’d I Say“, у вас не должно оставаться сомнений — это конец; не будет ничего на бис, уже всё. Я закончил!». Композиция была помещена на 10-е место в списке «500 величайших песен всех времён» журнала Rolling Stone. В 2000 году, песня была помещена на 43-е место в списке «100 лучших песен рок-н-ролла» телеканала VH1 и на 96-е место в списке «100 лучших танцевальных песен» того же канала, став самой старой из включённых в последний список композиций. В том же году National Public Radio определило её как одну из ста самых влиятельных песен XX века. Главная сцена байопика «Рэй» 2004 года включала импровизацию на композицию, которую исполнил актёр Джейми Фокс, который выиграл «Оскар» за роль Чарльза. За историческое, культурное и артистическое влияние песни, Библиотека Конгресса внесла её в Национальный реестр звукозаписей США в 2002 году. Зал славы рок-н-ролла включил её в число «500 песен, которые потрясли рок-н-ролл» в 2007 году.

## Список композиций
Сингл был выпущен на семидюймовой грампластинке под названием «Ray Charles and His Orchestra - „What’d I Say“»:
Слова и музыка всех песен — Рэй Чарльз.
| №  | Название                 | Длительность |
| -- | ------------------------ | ------------ |
| 1. | «What’d I Say» (Part I)  | 3:05         |
| 2. | «What’d I Say» (Part II) | 1:59         |